# Cantharis gemina
Cantharis gemina là một loài bọ cánh cứng trong họ Cantharidae. Loài này được Dahlgren miêu tả khoa học năm 1974.